# Боо (Швеція)
Боо, іноді називають Салтсьє-Боо — місто, що розташоване на острові Вермделандет в Стокгольмському архіпелазі, Швеція. З адміністративної точки зору, воно розташоване в комунах Нака та Стокгольм, та має 24 052 жителів у 2010 році.
Боо мало свою комуну до 1970 року. В 1971 році, вона була інтегрована до комуни Нака.

## Галерея

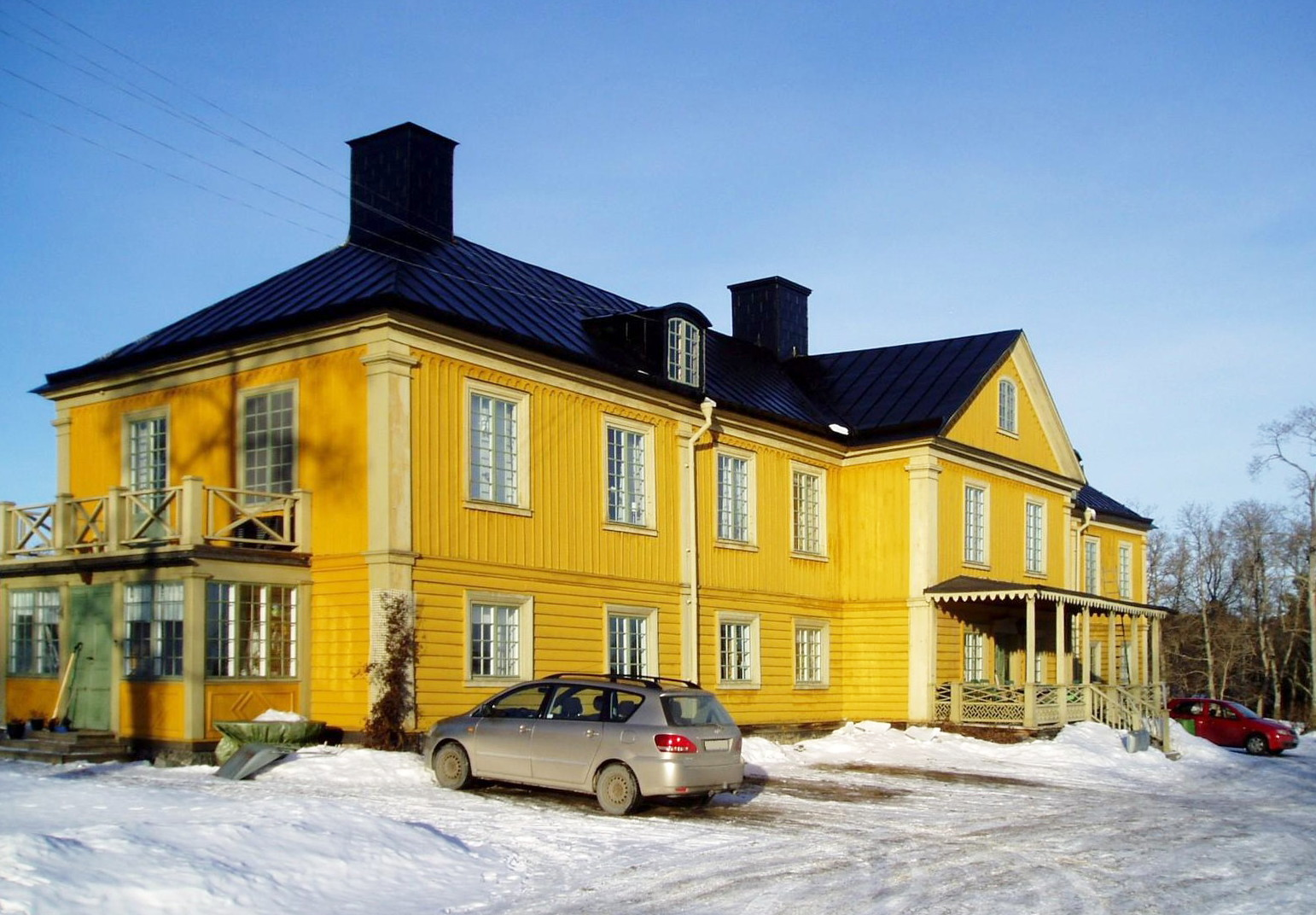
Садиба Боо
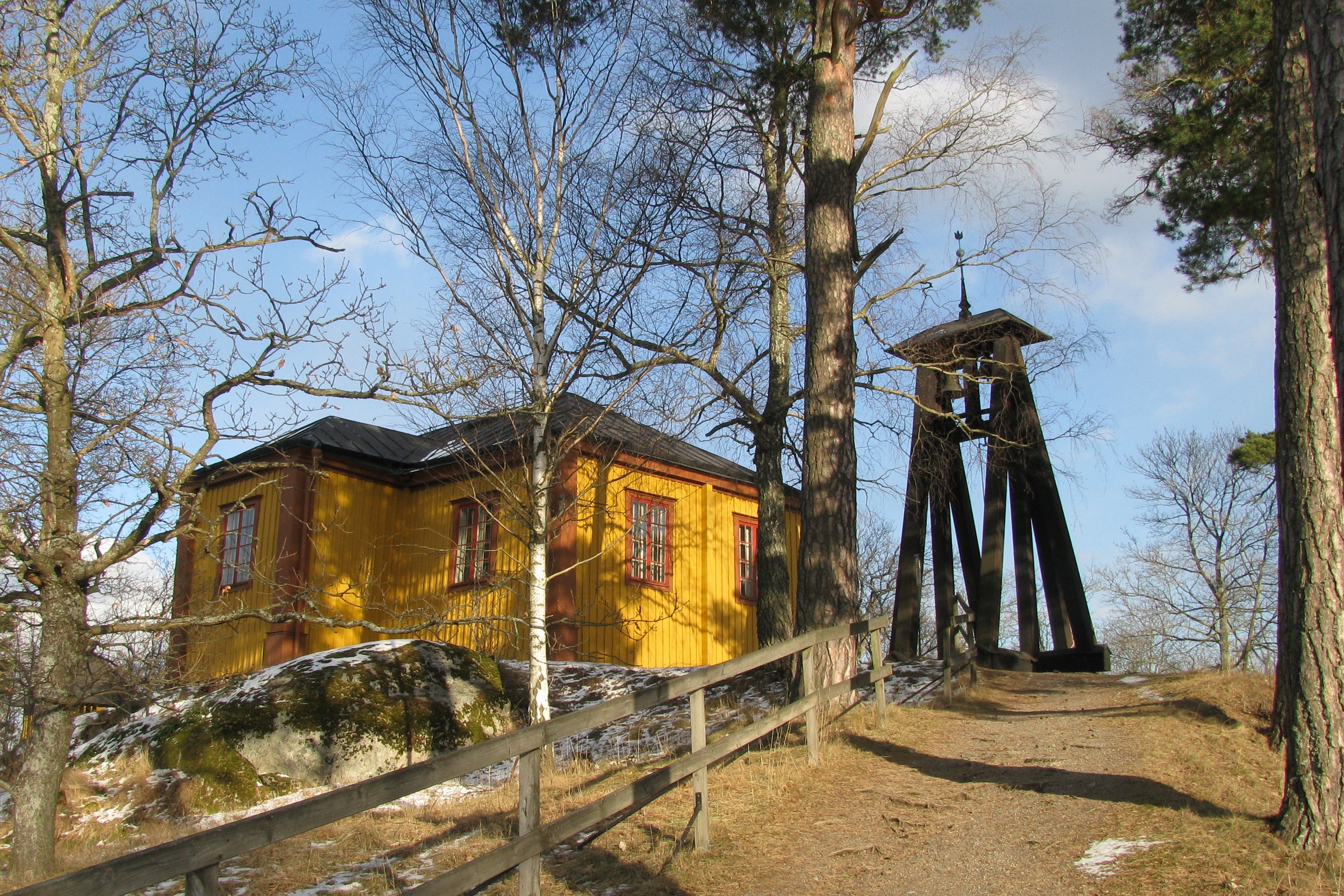
Каплиця
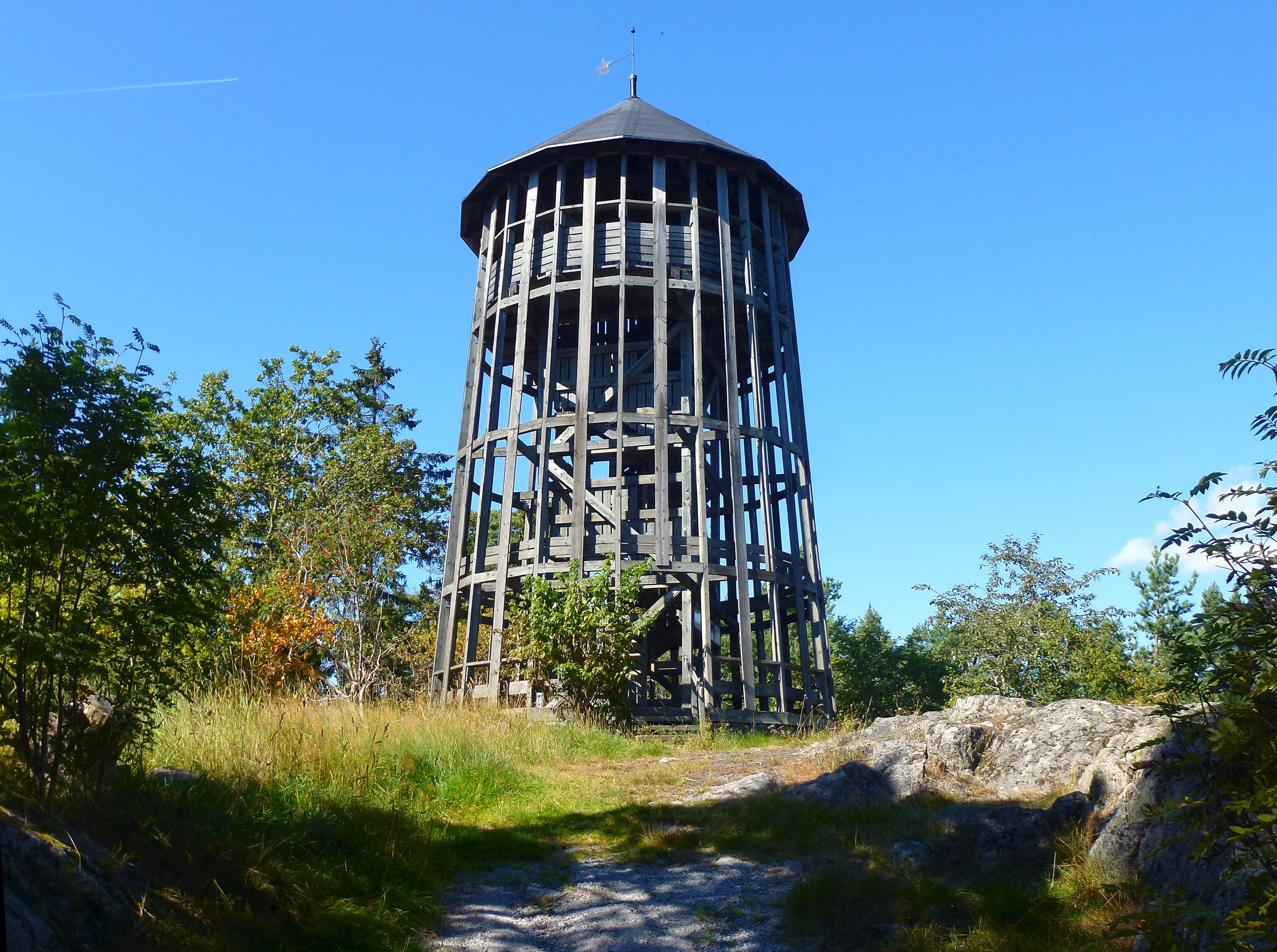
Вежа
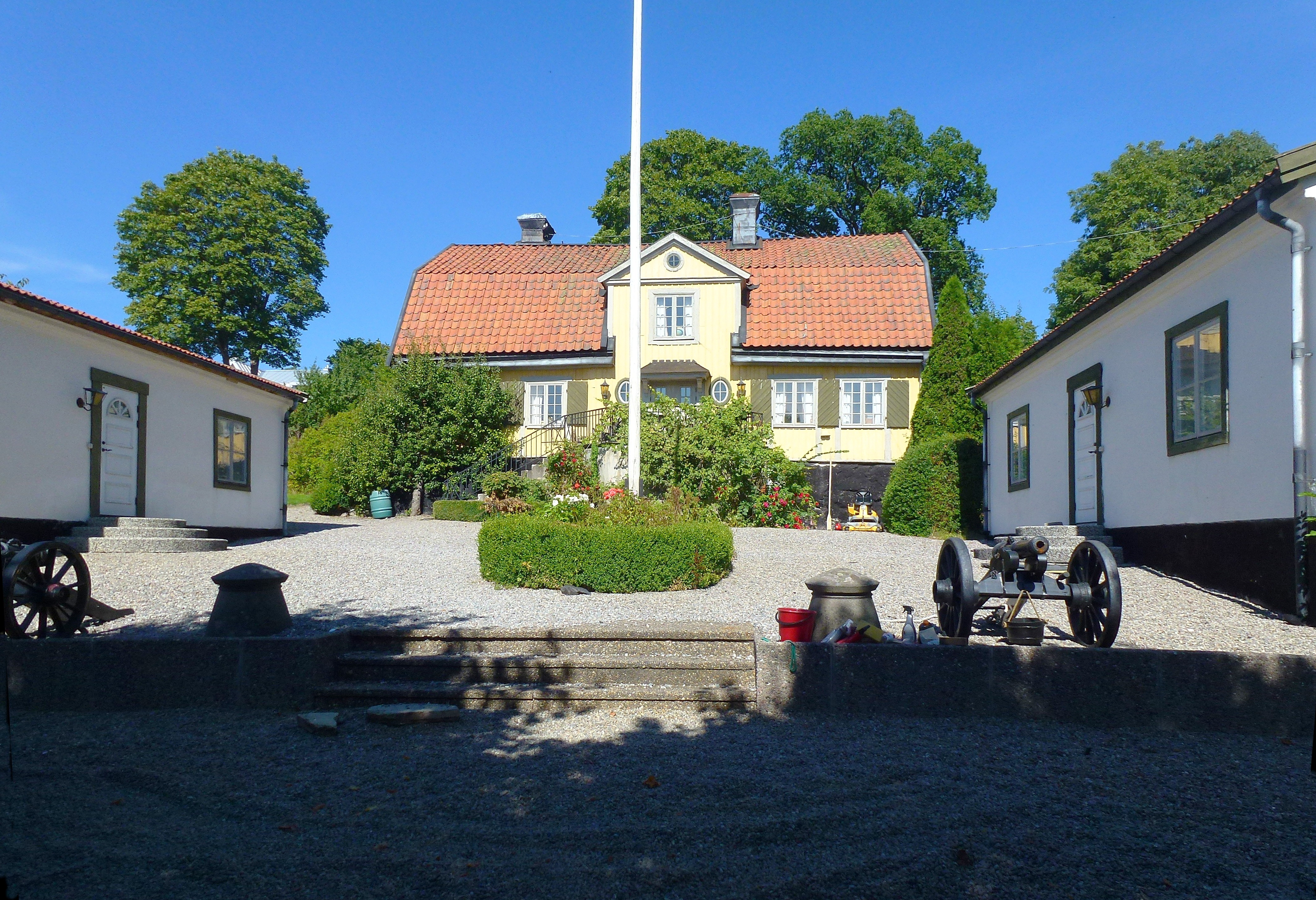
Садиба Леннерста
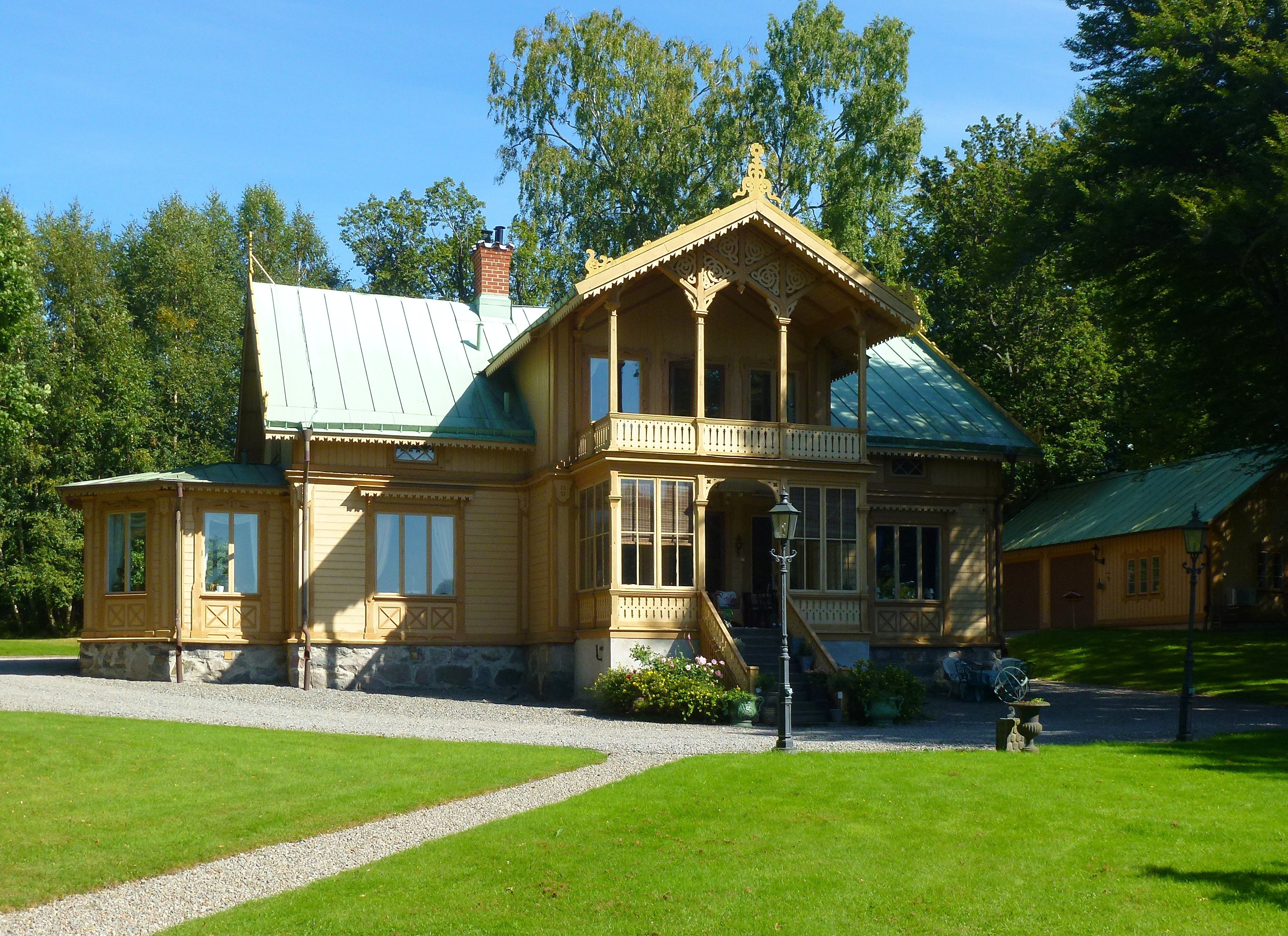
Вілла Лінденген
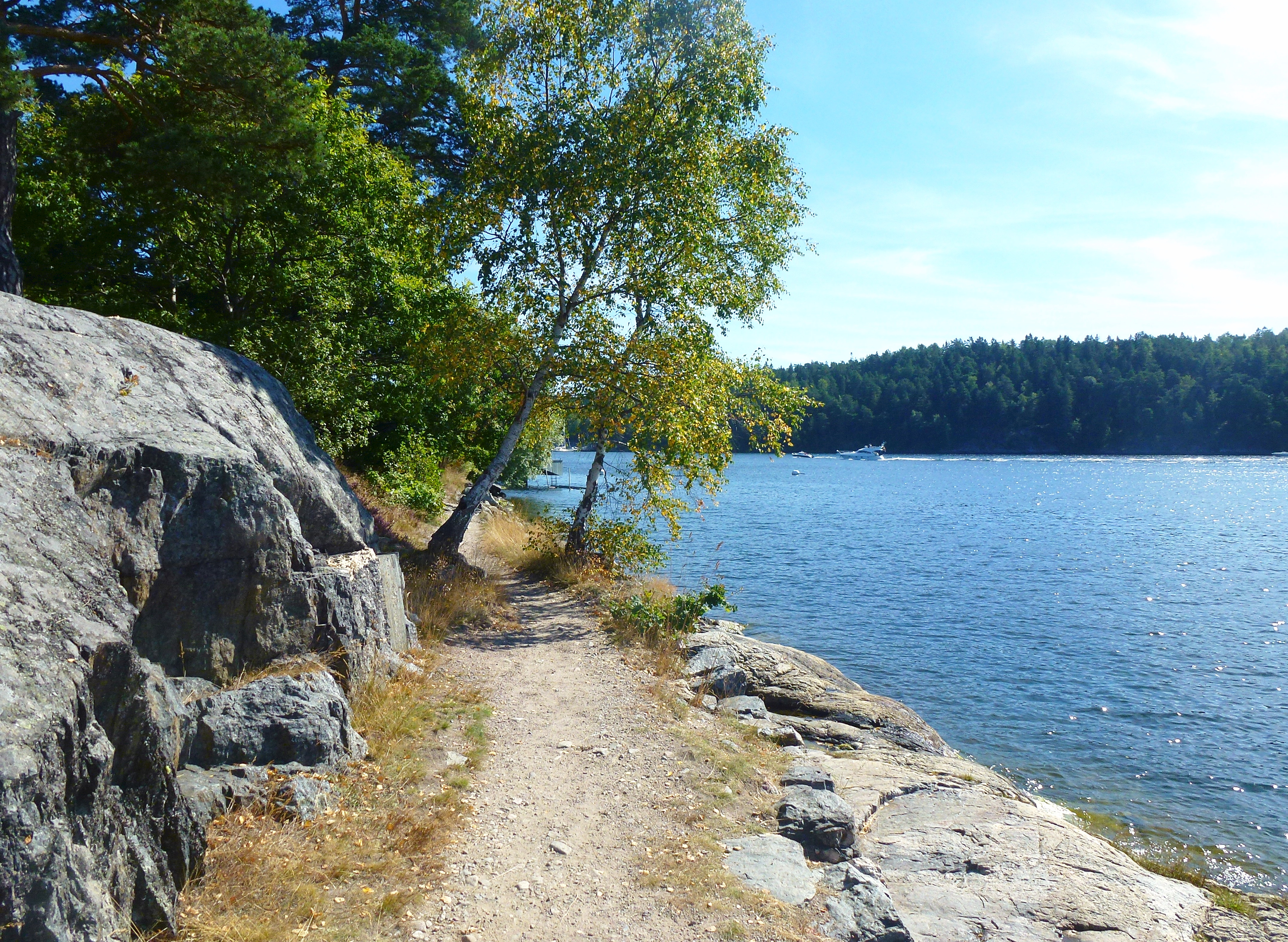
Набережна
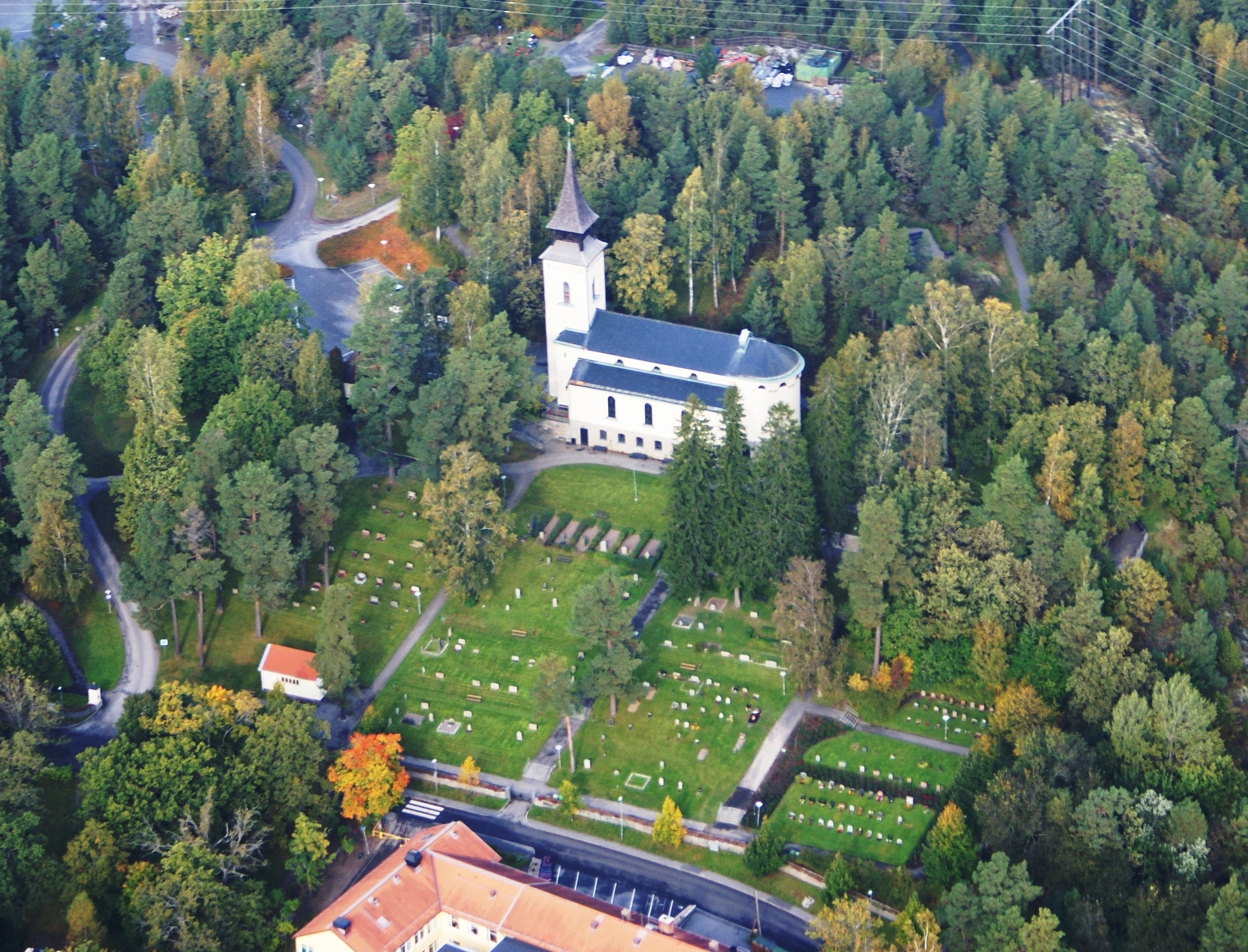
Церква
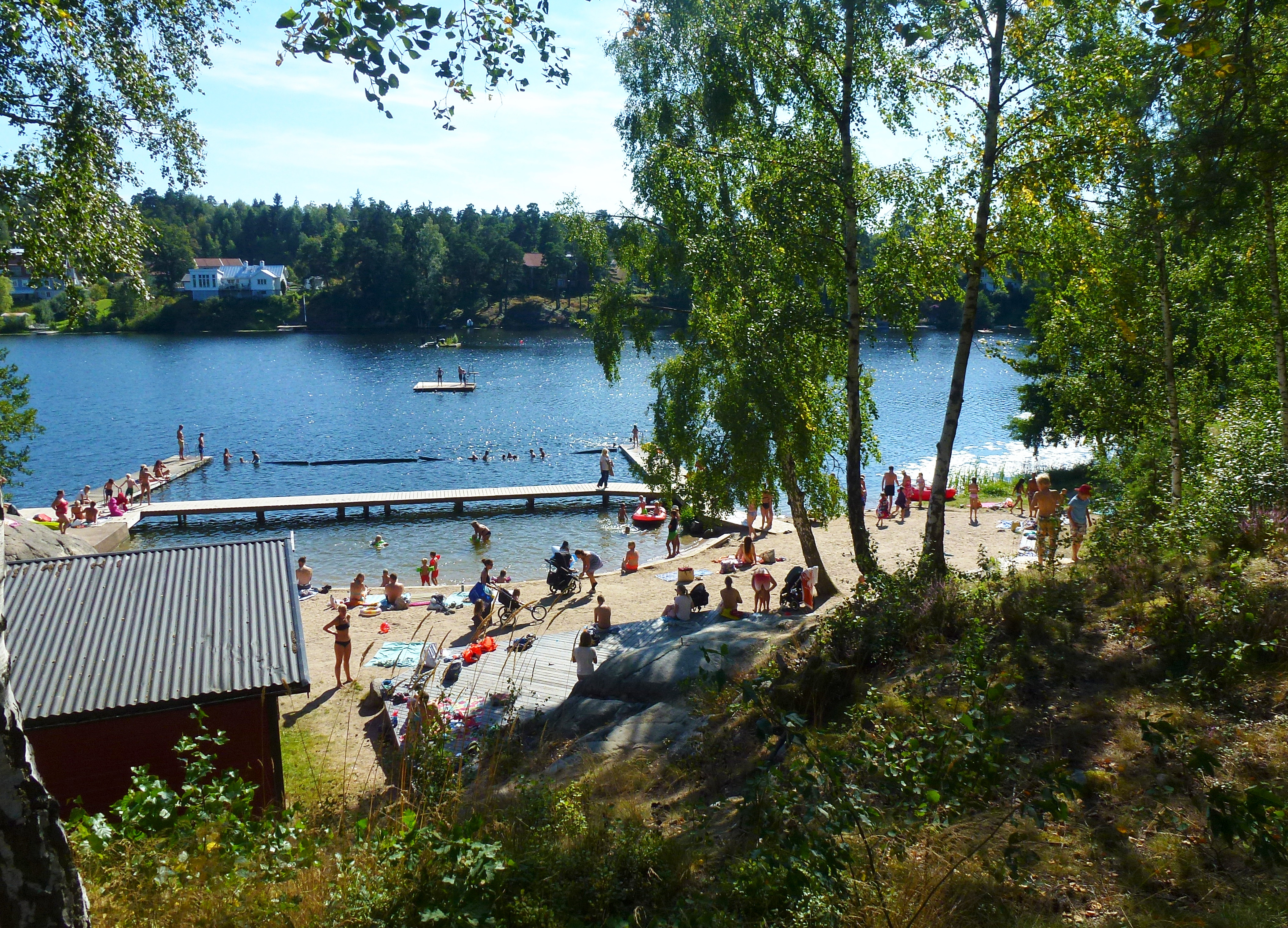
Пляж